# Lissomya hyalina
Lissomya hyalina is een tweekleppigensoort uit de familie van de Poromyidae. De wetenschappelijke naam van de soort is voor het eerst geldig gepubliceerd in 1989 door Bernard.